# ジブラルタル・プレミアディヴィジョン
ジブラルタル・プレミアディヴィジョン（英: Gibraltar Premier Division）は、1905年から2019年まで存在したジブラルタルのサッカーリーグにおけるトップディヴィジョン（1部リーグ）である。

## 歴史
ジブラルタルのサッカーは、1892年に領土内の軍人がプリンス・オブ・ウェールズFCとしてプレーを始めたのが始まりである。1895年にはクラブ数が増加し、ジブラルタルサッカー協会が設立され、プレミアリーグの前身である「マーチャンツカップ」というトーナメントが始まり、第1回大会ではジブラルタルFCが優勝した。1907年にはプレミアリーグが正式に発足、プリンス・オブ・ウェールズFCがジブラルタルで初のリーグ戦を制した。その後、19回のリーグタイトルを獲得した後、1950年代に解散した。
リーグ結成以来、ほぼ毎シーズン、ジブラルタル・セカンドディヴィジョン（1909年設立）や国内カップ戦であるロック・カップとともに行われてきた。2013年5月にジブラルタルサッカー協会がUEFAの正会員になったことにより、UEFA主催のサッカー国際大会に出場可能となった。また、2013年にはジブラルタル・プレミアカップが創設された。なお、ジブラルタル・プレミアカップは2014-15シーズンに行われたのを最後に開催されていない。
2018年、ジブラルタルサッカー協会はリーグの変更を発表した。その中には、1チームにつき3人の「ホームグロウン選手」を、同時にピッチに立つようにすることや、サラリーキャップの導入（2019年からシニアリーグに導入予定）、地元の選手育成を促進するために、リザーヴズリーグとU-18リーグに代わるジブラルタル・インターミディエイトリーグの創設などが含まれている。
2018-19シーズン終了を以て、2部リーグであるジブラルタル・セカンドディヴィジョンと統合され、新たに「ジブラルタル・ナショナルリーグ」として、2019-20シーズンよりスタートする。これにより、105年に亘るプレミアディヴィジョンの歴史に幕を下ろした。

## 歴代優勝クラブ
| シーズン | 優勝クラブ （優勝回数）           |
| -------- | --------------------------------- |
| 1998-99  | マンチェスター・ユナイテッド (7)  |
| 1999-00  | グラシス・ユナイテッド (17)       |
| 2000-01  | リンカーンABG (8)                 |
| 2001-02  | ジブラルタル・ユナイテッドFC (11) |
| 2002-03  | ニューカッスル (9)                |
| 2003-04  | ニューカッスル (10)               |
| 2004-05  | ニューカッスル (11)               |
| 2005-06  | ニューカッスル (12)               |
| 2006-07  | ニューカッスル (13)               |
| 2007-08  | リンカーン (14)                   |
| 2008-09  | リンカーン (15)                   |
| 2009-10  | リンカーン (16)                   |
| 2010-11  | リンカーン (17)                   |
| 2011-12  | リンカーン (18)                   |
| 2012-13  | リンカーン (19)                   |
| 2013-14  | リンカーン (20)                   |
| 2014-15  | リンカーン (21)                   |
| 2015-16  | リンカーン (22)                   |
| 2016-17  | カレッジ・エウロパ (7)            |
| 2017-18  | リンカーン (23)                   |
| 2018-19  | リンカーン (24)                   |

- ボールド体はロック・カップとのダブル。

## クラブ別優勝回数
| クラブ                       | 優勝 | 優勝年度 |
| ---------------------------- | ---- | --- |
| リンカーン                   | 24   | 1984–85, 1985-86, 1989-90, 1990-91, 1991-92, 1992-93, 1993-94, 2000-01, 2002-03, 2003-04 2004-05, 2005-06, 2006-07, 2007-08, 2008-09, 2009-10, 2010-11, 2011-12, 2012-13, 2013-14 2014-15, 2015-16, 2017-18, 2018-19 |
| プリンス・オブ・ウェールズ   | 19   | 1900-01, 1902-03, 1903-04, 1905-06, 1908-09, 1913-14, 1916-17, 1918-19, 1920-21, 1921-22 1922-23, 1924-25, 1925-26, 1926-27, 1927-28, 1930-31, 1938-39, 1939-40, 1952-53                                             |
| グラシス・ユナイテッド       | 17   | 1965-66, 1966-67, 1967-68, 1968-69, 1969-70, 1970-71, 1971-72, 1972-73, 1973-74, 1975-76 1980-81, 1981-82, 1982-83, 1984-85, 1988-89, 1996-97, 1999-00                                                               |
| ブリタニアXI                 | 14   | 1907-08, 1911-12, 1912-13, 1917-18, 1919-20, 1936-37, 1940-41, 1954-55, 1955-56, 1956-57 1957-58, 1958-59, 1960-61, 1962-63                                                                                          |
| ジブラルタル・ユナイテッドFC | 11   | 1946-47, 1947-48, 1948-49, 1949-50, 1950-51, 1953-54, 1959-60, 1961-62, 1963-64, 1964-65 2001-02 |
| カレッジ・エウロパ           | 7    | 1928-29, 1929-30, 1931-32, 1932-33, 1937-38, 1951-52, 2016-17 |
| マンチェスター62             | 7    | 1974-75, 1976-77, 1978-79, 1979-80, 1983-84, 1994-95, 1998-99 |
| セント・テリーザス           | 3    | 1986-87, 1987-88, 1997-98 |
| ジブラルタルFC               | 2    | 1895-96, 1923-24 |
| サウス・ユナイテッド         | 2    | 1909-10, 1910-11 |
| エグザイルズ                 | 2    | 1899-00, 1901-02 |
| セント・ジョセフス           | 1    | 1995–96 |
| チーフ・コンストラクター     | 1    | 1935-36 |
| チーフ・コンストラクション   | 1    | 1934-35 |
| コマンダー・オブ・ザ・ヤード | 1    | 1933-34 |
| ロイヤル・ソブリン           | 1    | 1914-15 |
| アスレティック               | 1    | 1904-05 |
| アルビオン                   | 1    | 1898-99 |